# Нижний Шубан
Нижний Шубан (тат. Түбән Шубан) — деревня в Балтасинском районе Республики Татарстан. Входит в состав Шубанского сельского поселения.

## История
Деревня начинает упоминаться с 1710 — 1711 годов. В период с XVIII по 1-ю половину XIX века население деревни относилось к категории государственных крестьян. В дореволюционных источниках была известна как Нижний Едигер (Ядыгер).
В «Списке населённых мест Российской империи», изданном в 1866 году по сведениям 1859 года, населённый пункт упомянут как казённая деревня Нижний Ядыгер Казанского уезда Казанской губернии (2-го стана). Располагалась при безымянном ручье, по левую сторону Сибирского почтового тракта, в 95 верстах от уездного и губернского города Казани и в 35 верстах от становой квартиры в городе Арске. В деревне, в 28 дворах проживали 217 человек (108 мужчин и 109 женщин), была мечеть.
Административная принадлежность Нижнего Шубана в разные годы:
| Период    | Административная единица                                 |
| --------- | -------------------------------------------------------- |
| до 1920   | Балтасинская волость Казанского уезда Казанской губернии |
| 1920-1930 | Арский кантон Татарской АССР                             |
| 1930-1932 | Тюнтерский район Татарской АССР                          |
| 1932-1963 | Балтасинский район Татарской АССР                        |
| 1963-1965 | Арский район Татарской АССР                              |
| 1965-1991 | Балтасинский район Татарской АССР                        |
| 1991-н.в. | Балтасинский район Республики Татарстан                  |

## Географическое положение
Деревня расположена на севере Татарстана, в юго-западной части Балтасинского района, в юго-западной части сельского поселения, на берегах реки Шубан. Расстояние до районного центра (посёлка городского типа Балтаси) — 7 км. Абсолютная высота — 96 метров над уровнем моря. Ближайшие населённые пункты — Верхний Шубан, Тау-Зары, Хасаншаих, Карадуван.

## Население
| 1834 | 1859 | 1897 | 1908 | 1920 | 1926 | 1938 |
| ---- | ---- | ---- | ---- | ---- | ---- | ---- |
| 167  | ↗217 | ↗418 | ↗448 | ↘440 | ↘392 | ↘318 |
| 1949 | 1958 | 1970 | 1979 | 1989 | 2002 | 2010 |
| ↘198 | ↘138 | ↘134 | ↗151 | ↘117 | ↗135 | ↗144 |

Национальный состав
В национальном составе населения преобладают татары.

## Экономика и инфраструктура
Основными видами хозяйственной деятельности для жителей деревни являются полеводство и скотоводство.

Общая площадь жилого фонда деревни — 2,65 тыс. м²
В деревне имеется только одна улица (ул. Г.Тукая).